# Gros Cul et Tête de nœud
Gros Cul et Tête de nœud (Fat Butt and Pancake Head en version originale) est le cinquième épisode de la septième saison de la série animée South Park, ainsi que le 101e épisode de l'émission.

## Synopsis
Lors d'un exposé sur la culture latino, Kyle s'illustre avec un très bon devoir. Quand vient le tour de Cartman, il déguise sa main en Miss Lopez, une caricature raciste et injurieuse des latinos. Pourtant ceux-ci apprécient. Par la suite, Miss Lopez tourne un clip vidéo qui la propulse sur le devant de la scène. Mais son histoire d'amour avec Ben Affleck devient embarrassante pour Cartman, d'autant que la vraie Jennifer Lopez ne va pas se laisser supplanter.